# والتر ترنس استیس
والتر ترنس استیس (به انگلیسی: Walter Terence Stace) (زاده ۱۷ نوامبر ۱۸۸۶ - مرگ ۲ اگوست ۱۹۶۷) فیلسوف انگلیسی بود. پژوهش‌های او عمدتاً در زمینه فلسفه هگل، عرفان و نسبی‌گرایی اخلاقی است. استیس تحصیلات خود را به ترتیب در باث کالج انگلستان، فتر کالج اسکاتلند و ترینیتی کالج ایرلند به پایان رساند. در سال ۱۹۳۲ به دانشیاری فلسفه در دانشگاه پرینستون آمریکا و در سال ۱۹۳۵ به سمت استادی در همان دانشگاه منصوب شد.